# 支氣管
支氣管是連接呼吸道內將空氣輸往肺部的通道。支氣管末梢又分支為許多小管，最終成為小支氣管。
支氣管並不是進行氣體交換的場所。
支氣管管壁有平滑肌，過敏時平滑肌過度收縮，導致管腔關閉，造成氣喘。

## 相關疾病

### 支氣管炎
支气管炎是肺部中型支气管的炎症。急性支气管炎通常是由病毒或细菌感染引起。可以持续数天或数周。慢性支气管炎并不一定是由感染所致，可以是慢性阻塞性肺病（COPD）的一部分。慢性阻塞性肺病是指在连续两年中，持久痰咳超过三个月以上。
急性支气管炎特点是咳嗽和痰液的产生及呼吸道阻塞相关的症状如气促和喘鸣。据临床检查及痰中微生物检查可以诊断。可以用抗生素治疗（如细菌感染之嫌），支气管扩张剂（减轻呼吸）和其他治疗。